# Fraternité des travailleurs et travailleuses du préhospitalier du Québec
Le Fraternité des travailleurs et travailleuses du préhospitalier du Québec (FTPQ-592) est un syndicat québécois d'ambulanciers représentant plus de 600 membres. Fondé en 2008, la FTPQ-592 est affilié à la Fédération des travailleurs et travailleuses du Québec.